# Vorstellungsmechanik
Die Vorstellungsmechanik bezeichnet einen Begriff, der im engeren Sinne zur Kennzeichnung der Psychologie bei Johann Friedrich Herbart verwendet wird. 
Die Grundelemente des Psychischen sind nach Herbart die Vorstellungen. Diese werden als substantielle, relativ selbständige Einheiten aufgefasst, die nach Selbsterhaltung streben. Als solche treten sie zueinander in bestimmte Beziehungen, die als Prozesse der Verschmelzung, Verstärkung und Hemmung beschrieben werden.
Vorstellungen mit schwacher Intensität werden unter die "Schwelle" des Bewusstseins hinabgedrückt. Erstmals in der Psychologie wird die Statik und Mechanik der Vorstellungen von Herbart in mathematischen Formeln dargestellt. Er unternimmt damit den Versuch, die Assoziationslehre der englischen Empiristen zu mathematisieren. 
Das Experiment lehnt Herbart als psychologische Methode ab; auf physiologische Daten verzichtet er. Mit seiner Vorstellungsmechanik bedient er sich des in der Psychologie der Folgezeit dominierenden Assoziationsprinzips (Assoziationspsychologie). Die Abstufung verschiedener Bewusstseinsgrade der Vorstellungen brachte ihm den Ruf ein, Vorläufer der Psychoanalyse zu sein. 
Insgesamt kommt in Herbarts Konzeption zwar das Streben zum Ausdruck, die Psychologie zu einer selbständigen, erklärenden Wissenschaft umzugestalten, jedoch konnten diese Intentionen im Kontext der Herbartschen Philosophie nicht hinreichend realisiert werden.